# Шам-сюр-Драк
Шам-сюр-Драк (фр. Champ-sur-Drac) — коммуна во Франции, находится в регионе Рона — Альпы. Департамент коммуны — Изер. Входит в состав кантона Пон-де-Кле. Округ коммуны — Гренобль.
Код INSEE коммуны — 38071. Население коммуны на 2005 год составляло 3152 человека. Населённый пункт находится на высоте от 269 до 1281 метров над уровнем моря. Муниципалитет расположен на расстоянии около 500 км юго-восточнее Парижа, 105 км юго-восточнее Лиона, 13 км южнее Гренобля. Мэр коммуны — Jacques Nivon, мандат действует на протяжении 2008—2014 гг.
Динамика населения (INSEE):